# Macagua rieur
Herpetotheres cachinnans
Genre
Espèce
Statut de conservation UICN

 LC  : Préoccupation mineure
Statut CITES
Le Macagua rieur (Herpetotheres cachinnans) est une espèce de rapaces de la famille des Falconidae. C'est un ophiophage.

## Description
Les adultes mesurent de 43 à 52 cm de longueur pour une envergure de 75 à 91 cm. Ils pèsent de 400 à 800 grammes.
La tête est blanche avec un large masque noir étendu jusque sur la nuque. Le corps est blanc à chamois clair. Les ailes sont brun foncé. La longue queue est barrée de noir et de chamois.
Le cri d'appel ressemble à un rire d'où son nom spécifique.

## Répartition
Son aire s'étend des zones littorales mexicaines jusqu'au Pantanal.

## Sous-espèces
Selon la classification de référence du Congrès ornithologique international (14.2, 2024) il se répartit en deux sous-espèces :
- H. c. cachinnans (Linné, 1758) — répandu
- H. c. fulvescens Chapman, 1915 — Tumbes-Chocó-Magdalena

## Habitat
Cette espèce fréquente les savanes et les lisières forestières jusqu'à 1 500 m d'altitude.

## Alimentation
Cet oiseau se nourrit surtout de serpents qu'il capture en les saisissant à l'arrière de la tête avec le bec le plus souvent à partir d'un perchoir élevé à découvert.